# Liste der niederländischen Abgeordneten zum EU-Parlament (1994–1999)
Die Liste der niederländischen Abgeordneten zum EU-Parlament (1994–1999) listet alle niederländischen Mitglieder des 4. Europäischen Parlaments nach der Europawahl in den Niederlanden 1994.

## Mandatsstärke der Parteien
- SPE: 8
- Grüne: 1
- ELDR: 10
- EVP: 10
- EN: 2

| Nationale Partei | Mandate               | Fraktion                                                                    |
| --- | --------------------- | --------------------------------------------------------------------------- |
| Christen-Democratisch Appèl (CDA)                                                                                            | 10                    | Fraktion der Europäischen Volkspartei (EVP)                                 |
| Partij van de Arbeid (PvdA)                                                                                                  | 8                     | Fraktion der Sozialdemokratischen Partei Europas (SPE)                      |
| Partij van de Arbeid (PvdA)                                                                                                  | 7 (ab 19. Sept. 1996) | Fraktion der Sozialdemokratischen Partei Europas (SPE)                      |
| Partij van de Arbeid (PvdA)                                                                                                  | 1 (ab 19. Sept. 1996) | Union für Europa (UfE)                                                      |
| Volkspartij voor Vrijheid en Democratie (VVD)                                                                                | 6                     | Fraktion der Europäischen Liberalen, Demokratischen und Reformpartei (ELDR) |
| Democraten 66 (D66) | 4                     | Fraktion der Europäischen Liberalen, Demokratischen und Reformpartei (ELDR) |
| Staatkundig Gereformeerde Partij (SGP), 000Gereformeerd Politiek Verbond (GPV), 000Reformatorische Politieke Federatie (RPF) | 2                     | Europa der Nationen (EN)                                                    |
| GroenLinks (GL) | 1                     | Die Grünen                                                                  |
| Gesamt | 31                    |                                                                             |

## Abgeordnete
| Bild | MEP                    | von           | bis           | Partei | Fraktion | Anmerkungen                            |
| ---- | ---------------------- | ------------- | ------------- | ------ | -------- | -------------------------------------- |
|      | Hedy d´Ancona          | 19. Juli 1994 | 19. Juli 1999 | PvdA   | SPE      |                                        |
|      | Jan Willem Bertens     | 19. Juli 1994 | 19. Juli 1999 | D66    | ELDR     |                                        |
|      | Leonie van Bladel      | 19. Juli 1994 | 19. Juli 1999 | PvdA   | SPEUfE   | Fraktionswechsel am 19. September 1996 |
|      | Johannes Blokland      | 19. Juli 1994 | 19. Juli 1999 | GPV    | EN       |                                        |
|      | Johanna Boogerd-Quaak  | 19. Juli 1994 | 19. Juli 1999 | D66    | ELDR     |                                        |
|      | Laurens Jan Brinkhorst | 19. Juli 1994 | 14. Juni 1999 | D66    | ELDR     | Nachrücker: keiner                     |
|      | Frits Castricum        | 19. Juli 1994 | 19. Juli 1999 | PvdA   | SPE      |                                        |
|      | Petrus Cornelissen     | 19. Juli 1994 | 19. Juli 1999 | CDA    | EVP      |                                        |
|      | Rijk van Dam           | 2. Sept. 1997 | 19. Juli 1999 | RPF    | EN       | Nachgerückt für Leen van der Waal      |
|      | Pieter Dankert         | 19. Juli 1994 | 19. Juli 1999 | PvdA   | SPE      |                                        |
|      | Giejs de Vries         | 19. Juli 1994 | 2. Aug. 1998  | VVD    | ELDR     | Nachrücker: Jan Robert Goedbloed       |
|      | Nel van Dijk           | 19. Juli 1994 | 31. Aug. 1998 | GL     | Grüne    | Nachrücker: Joost Lagendijk            |
|      | Doeke Eisma            | 19. Juli 1994 | 19. Juli 1999 | D66    | ELDR     |                                        |
|      | Jan Robert Goedbloed   | 1. Sept. 1998 | 19. Juli 1999 | VVD    | ELDR     | Nachgerückt für Giejs de Vries         |
|      | James Janssen van Raay | 19. Juli 1994 | 19. Juli 1999 | CDA    | EVP      |                                        |
|      | Joost Lagendijk        | 1. Sept. 1998 | 19. Juli 1999 | GL     | Grüne    | Nachgerückt für Nel van Dijk           |
|      | Jessica Larive         | 19. Juli 1994 | 19. Juli 1999 | VVD    | ELDR     |                                        |
|      | Hanja Maij-Weggen      | 19. Juli 1994 | 19. Juli 1999 | CDA    | EVP      |                                        |
|      | Alman Metten           | 19. Juli 1994 | 19. Juli 1999 | PvdA   | SPE      |                                        |
|      | Jan Mulder             | 19. Juli 1994 | 19. Juli 1999 | VVD    | ELDR     |                                        |
|      | Ria Oomen-Ruijten      | 19. Juli 1994 | 19. Juli 1999 | CDA    | EVP      |                                        |
|      | Arie Oostlander        | 19. Juli 1994 | 19. Juli 1999 | CDA    | EVP      |                                        |
|      | Karla Peijs            | 19. Juli 1994 | 19. Juli 1999 | CDA    | EVP      |                                        |
|      | Peter Pex              | 19. Juli 1994 | 19. Juli 1999 | CDA    | EVP      |                                        |
|      | Elly Plooij-van Gorsel | 19. Juli 1994 | 19. Juli 1999 | VVD    | ELDR     |                                        |
|      | Bartho Pronk           | 19. Juli 1994 | 19. Juli 1999 | CDA    | EVP      |                                        |
|      | Maartje van Putten     | 19. Juli 1994 | 19. Juli 1999 | PvdA   | SPE      |                                        |
|      | Jan Sonneveld          | 19. Juli 1994 | 19. Juli 1999 | CDA    | EVP      |                                        |
|      | W. G. van Velzen       | 19. Juli 1994 | 19. Juli 1999 | CDA    | EVP      |                                        |
|      | Wim van Velzen         | 19. Juli 1994 | 19. Juli 1999 | PvdA   | SPE      |                                        |
|      | Leen van der Waal      | 19. Juli 1994 | 1. Sept. 1997 | SGP    | EN       | Nachrücker: Rijk van Dam               |
|      | Jan-Kees Wiebenga      | 19. Juli 1994 | 19. Juli 1999 | VVD    | ELDR     |                                        |
|      | Jan Marinus Wiersma    | 19. Juli 1994 | 19. Juli 1999 | PvdA   | SPE      |                                        |
|      | Florus Wijsenbeek      | 19. Juli 1994 | 19. Juli 1999 | VVD    | ELDR     |                                        |